# سپاه ۵۷ (ورماخت)
سپاه ۵۷ (به آلمانی: LVII Armeekorps) که بعداً به سپاه ۵۷ زرهی (به آلمانی: LVII Panzerkorps) تغییر عنوان داد، یکی از سپاه‌های نیروی زمینی آلمان در دوره رایش سوم بود که در جریان جنگ جهانی دوم به نبرد پرداخت.

## تاریخچه عملیاتی

### شوروی
در قالب طرح حرکت نیروهای زرهی گروه ارتش مرکز به جناحین، سپاه ۵۷ موتوریزه با توجه به حضور در منتهی‌الیه جناح شمالی گروه ارتش، با تأخیر پیاده‌نظام در رسیدن به مواضع آن، چند روز پس از سایر سپاه‌های زرهی، روز ۱۱ اوت به شکل کامل از خط مقدم عقب کشیده شد.

## کتابشناسی
- Stahel, David (2009). Operation Barbarossa And Germany’s Defeat In The East. Cambridge University Press. ISBN 978-0-521-76847-4.